# 船尾隆広
船尾隆広（ふなお たかひろ、1971年5月31日 - ）は、北海道松前郡松前町出身の元アマチュア野球選手・現アマチュア野球指導者。

## 来歴・人物

### 現役時代
函館大学付属有斗高等学校では上野美記夫の指導を受けて甲子園（夏:69回大会・春:60回大会・秋:18回大会）に出場した。1990年に新日本製鉄室蘭に入団し、1994年までプレーした。野球部休部にともない1995年にNTT北海道に転籍し、2003年までプレーした。

### 指導者時代
2012年4月に札幌大谷中学校のコーチとなり、2013年8月に札幌大谷中学校の部長となり、2014年12月に札幌大谷高等学校の監督となり

、2024年4月に札幌大谷高等学校の部長となった。2025年度シーズンより札幌大学ヘッドコーチに就任。

## 全国大会での成績
- 秋：出場1回・4勝0敗0分・優勝1回（2018年）・準優勝0回（なし）
- 春：出場1回・1勝1敗0分・優勝0回（なし）・準優勝0回（なし）
- 夏：出場1回・0勝1敗0分・優勝0回（なし）・準優勝0回（なし）
- 通算：出場3回・5勝2敗0分・優勝1回・準優勝0回

## キャリア
- 第13回IBAFインターコンチネンタルカップ日本代表選手
- 第49回明治神宮野球大会優勝監督

## 関連人物
- 香田誉士史 - 駒大苫小牧高の元監督（船尾隆広監督以外に北海道の高校で全国制覇を経験した監督）
- トシ - お笑い芸人のタカアンドトシ（船尾隆広監督の母と松山千春のマネージャーを勤めたトシの父が姉弟[5]）